# Biospeologie

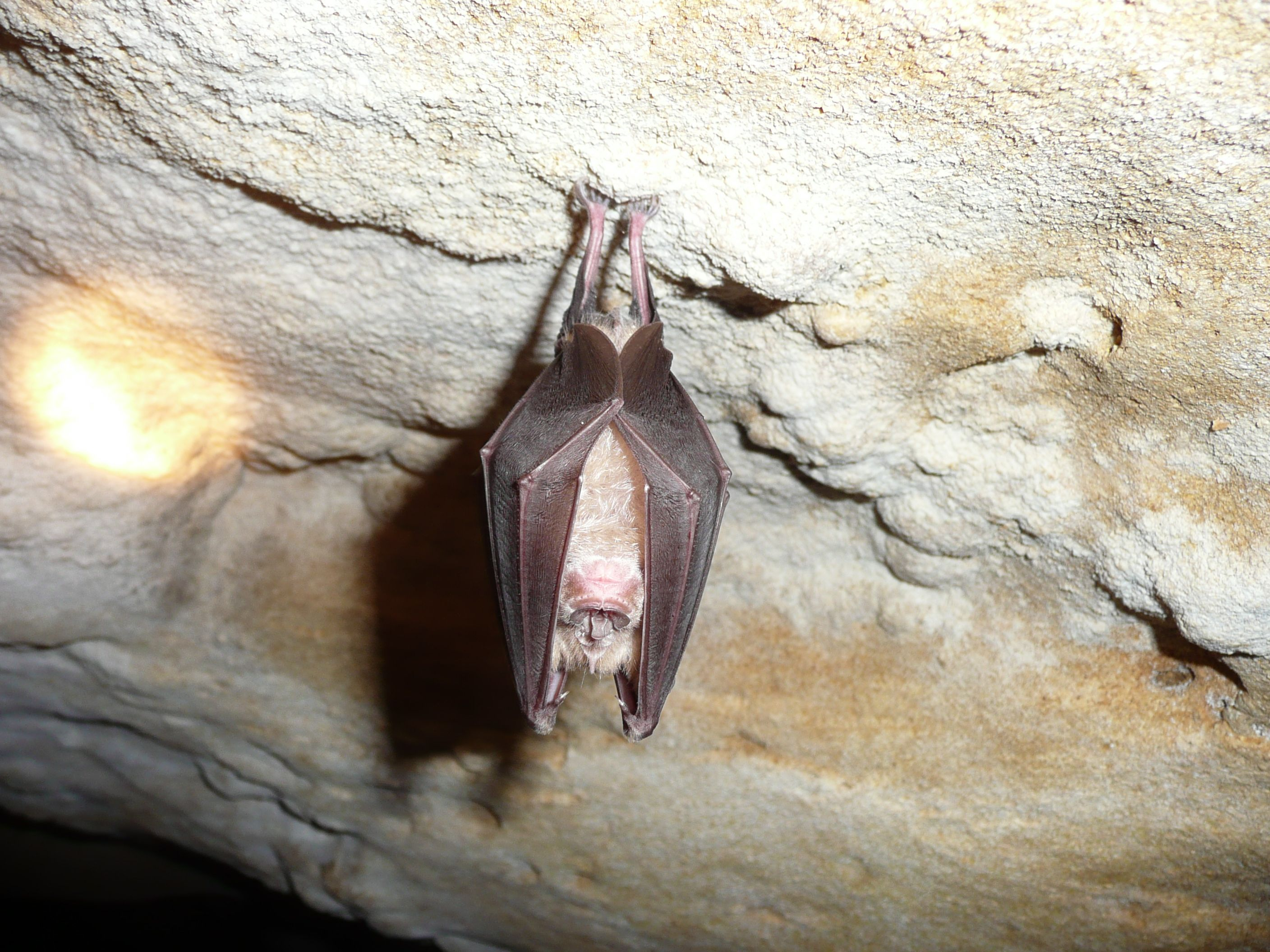
Specie de liliac (și anume Rhinolophus ferrumequinum) stând în repaus pe bolta unei peșteri

Biospeologia este un domeniu interdisciplinar, aflat la confluența dintre biologie și speologie și care are drept obiect studiul organismelor care trăiesc în peșteri.
Fondatorul biospeologiei a fost Emil Racoviță.
În 1904, în urma vizitării peșterii Cueva del Drach din Mallorca, savantul român, de la cercetarea oceanologică, trece la studiul ecosistemelor subterane.
Interesul său pentru acest nou domeniu este încununat cu fondarea, în 1920, a Institutului de Speologie din Cluj.
Biospeologia studiază biocenozele prezente în mediul subteran și în particular în mediul carstic, hipogen și endogen, și zonele sale limitrofe. 
Tot în domeniul de studiu al biospeologiei intră și acele specii care arată semne ale adaptării la viața în subteran, cum ar fi crustaceii și alte nevertebrate ce trăiesc sub nisipurile de pe coastele mărilor și oceanelor. 